# Henri Hosten
 (mars 2025).
Si vous disposez d'ouvrages ou d'articles de référence ou si vous connaissez des sites web de qualité traitant du thème abordé ici, merci de compléter l'article en donnant les références utiles à sa vérifiabilité et en les liant à la section « Notes et références ».
Pour les articles homonymes, voir Hosten (homonymie).
Henri Hosten, né le 26 mars 1873 à Ramskapelle[Lequel ?] (Belgique) et mort le 16 avril 1935 à Bruxelles, est un prêtre jésuite belge, missionnaire au Bengale et historien de renom. 

## Biographie

### Jeunesse et formation
Souhaitant dès sa jeunesse partir ‘en mission’ le jeune Hosten fait ses études à l’école apostolique de Turnhout et entre ensuite au noviciat jésuite de Tronchiennes (23 septembre 1891). Envoyé en Inde immédiatement à la fin de son noviciat il enseigne le latin et la rhétorique au séminaire pontifical de Kandy, au Sri Lanka (1893 à 1900) et fait ensuite sa philosophie à Shembaganur (1900-1903) près de Kodaikanal en Inde du Sud.  Il fait encore une année d’enseignement au collège Saint-Joseph de Darjeeling avant d’entamer les études de théologie préparatoires au sacerdoce (1904-1908) à la fin desquelles il est ordonné prêtre, à Kurseong, le 21 novembre 1907. 
Terminant sa formation jésuite avec le ‘Troisième An’ (à Ranchi) il est envoyé enseigner au collège Saint-Xavier de Calcutta (1909-1917) et ensuite de nouveau à Saint-Joseph de Darjeeling (1917-1926), mais son travail d’historien, d’écrivain et de traducteur de documents anciens prend de plus en plus son temps.

### Historien
Tout au long de sa carrière, et même avant de commencer à enseigner, Hosten rassemblait des documents qu’il estimait de valeur historique. Durant ses études de philosophie il s’intéresse à l’histoire de l’Inde, surtout la période moghole. Durant ses études de théologie il prépare une monographie sur l’histoire du Christianisme en Inde, s’intéressant particulièrement à la présence des jésuites à la cour des empereurs moghols (XVIIe siècle). Il est l’actif premier secrétaire de l’’académie indienne’ du théologat de Kurseong et établit des contacts avec la Société asiatique du Bengale.
En 1909 Hosten découvre le manuscrit d’Antonio Monserrate, Mongolicae Legationis Commentarius, et en reconnait immédiatement la grande valeur historique: c’est le plus ancien document européen concernant l’empereur Akbar et la cour de l’empereur moghol. Il le publie de manière critique dans les Mémoires de la Société Asiatique du Bengale (1914) et sa traduction dans le périodique The Catholic Herald of India (Calcutta, 1920-1921). Ses recherches autour du document lui acquièrent une grande autorité dans la période moghole de l'histoire indienne. Ainsi il fournit une aide considérable à Henri Josson pour son œuvre La Mission du Bengale occidental, et collabore activement avec Sir Edward Maclagan pour son The Jesuits and the great Mogul (1932).
En 1923, Hosten participe aux fouilles menées par l'Archaeological Survey of India' autour de la basilique Saint-Thomas de Mylapore (Madras), à la recherche de la tombe de l’apôtre saint Thomas. 
Plutôt observateur et analytique que synthétiseur son travail est toujours minutieux, critique et prudent, y compris dans les traductions en anglais d’anciens documents. Les interprétations et commentaires qu’il en fait sont encore de valeur à la fin du XXe siècle. 
Souffrant d’hématurie qui l’affligeait depuis une vingtaine d’années et d’un cancer le père Hosten fut renvoyé dans son pays natal la Belgique pour traitement médical approprié. Il y continue son travail de recherches historiques et publications. Trois ans plus tard, le 16 avril 1935, il meurt à Bruxelles.
L'essentiel de ses archives scientifiques (43 gros volumes reliés et 37 boîtes), contenant notamment des inédits importants (par exemple une histoire de l'imprimerie ancienne en Inde), est conservé à la bibliothèque du Vidyajyoti College à Delhi.

## Écrits
- Jesuit missionaries in Northern India and inscriptions on their tombs, Agra, 1580-1803, Calcutta, Orphan press, 1907, 44p.
- List of Jesuit missionaries in "Mogor" (1580-1803), Calcutta, Asiatic Society of Bengal, 1910.
- Le P. Huby aux Indes ou le ‘miroir de l'âme’ chez les protestants, Enghien, Bibliothèque des Exercices, 1911, 46pp.
- Jesuit letters and allied papers on Mogor, Tibet, Bengal and Burma. vol.1 : Mongolicæ legationis commentarius, or The first Jesuit mission to Akbar, Calcutta, Asiatic Society of Bengal, 1914.
- Jesuit letters and allied papers on Mogor, Tibet, Bengal and Burma. vol.2 : Mīrzā zū-l-Qarnain, a Christian grandee of three great Moghuls, (with notes on Akbar's Christian wife and the Indian Bourbons), Calcutta, Asiatic Society of Bengal, 1916.
- My journey to Mylapore, Pondicherry and Trichinopoly, Calcutta, Superintendent Government printing, 1922, 46pp.